# Брук, Хиллари
Хиллари Брук (англ. Hillary Brooke, урождённая Беатрис София Матильда Петерсон (англ. Beatrice Sofia Mathilda Peterson), 8 сентября 1914 — 25 мая 1999) — американская актриса.
Родилась в нью-йоркском районе Астория, и в начале своей карьеры работала в качестве фотомодели. Дебютировав на большом экране в начале 1940-х годов, она сменила имя на более короткое и благозвучное, а также выработала особый акцент, напоминающий британский, чтобы как-то выделить себя на фоне других начинающих актрис. За годы своей кинокарьеры Брук снялась в четырёх десятках картин, среди которых «Шерлок Холмс и голос ужаса» (1942), «Шерлок Холмс перед лицом смерти» (1943), «Джейн Эйр» (1943), «Министерство страха» (1943), «Женщина в зелёном» (1945), «Захватчики с Марса» (1953) и «Человек, который слишком много знал» (1956). В 1950-е годы актриса много работала на телевидении, где запомнилась своими ролями в сериалах «Шоу Эбботта и Костелло», «Я люблю Люси», «Моя маленькая Марджи», «Перри Мейсон» и «Майкл Шейн».
Актриса дважды была замужем: первый брак закончился разводом, а со вторым супругом, сотрудником студии «MGM» Реймондом А. Кланом, она была вместе до его смерти в 1988 году. От второго мужа она родила сына Дональда Куна, а также стала приёмной матерью его дочери от первого брака. Хиллари Брук умерла от лёгочной эмболии в 1999 году в возрасте 84 лет. Её вклад в киноиндустрию США отмечен звездой на Голливудской аллее славы.

## Фильмография
- 1942 — Контршпионаж
- 1942 — Шерлок Холмс и голос ужаса
- 1943 — Шерлок Холмс перед лицом смерти
- 1943 — Джейн Эйр
- 1944 — Министерство страха
- 1945 — Женщина в зелёном
- 1945 — Смелость Криминального доктора
- 1946 — Странное воплощение
- 1947 — Большой город после заката
- 1952 — Эбботт и Костелло встречают капитана Кидда
- 1952 — Мошенница
- 1956 — Человек, который слишком много знал